# Cylindropsyllus laevis
Cylindropsyllus laevis är en kräftdjursart som beskrevs av Brady 1880. Enligt Catalogue of Life ingår Cylindropsyllus laevis i släktet Cylindropsyllus och familjen Cylindropsyllidae, men enligt Dyntaxa är tillhörigheten istället släktet Cylindropsyllus och familjen Canthocamptidae. Arten är reproducerande i Sverige. Inga underarter finns listade i Catalogue of Life.